# دیوید ام. ساباتینی
دیوید ام. ساباتینی (انگلیسی: David M. Sabatini؛ زادهٔ ۲۷ ژانویهٔ ۱۹۶۸) یک متخصص بیوشیمی و زیست‌شناسی سلولی اهل ایالات متحده آمریکا و استاد پیشین رشتهٔ زیست‌شناسی در مؤسسه فناوری ماساچوست است. وی از سال ۲۰۰۸ تا ۲۰۲۱ پژوهشگر ارشد مؤسسه پزشکی هاورد هیوز و از سال ۲۰۱۶ عضو آکادمی ملی علوم ایالات متحده آمریکا است. او به خاطر مشارکت‌های مهمش در زمینه‌های سیگنال‌دهی سلولی و متابولیسم سرطان، به ویژه کشف مشترک مولکول پروتئینی mTOR شناخته شده است.
وی همچنین برندهٔ جوایزی همچون جایزه خوبری، جایزه آکادمی ملی علوم در زیست‌شناسی مولکولی، و جایزه لوئیزا گراس هوروویتس شده است.